# Vstrechni
Vstrechni (del ruso: Встречный) es un jútor del raión de Briujovétskaya del krai de Krasnodar en el sur de Rusia. Está situado 13 km al noroeste de Briujovétskaya y 97 km al norte de Krasnodar, la capital del krai. Tenía 2 habitantes en 2010
Pertenece al municipio Pereyáslovskoye.